# Джузеппе Меацца (стадион)
«Сан-Си́ро» (итал. San Siro), также известный как «Стадион Джузеппе Меацца» (итал. Stadio Giuseppe Meazza) — футбольный стадион, расположенный в городе Милан.
Является домашней ареной для итальянских футбольных клубов — «Милана» и «Интернационале».
Назван в честь двукратного чемпиона мира Джузеппе Меаццы, выступавшего на клубном уровне за обе миланские команды.
На стадионе в год его 100-летия пройдёт церемония открытия зимних Олимпийских игр 2026 года.

## История

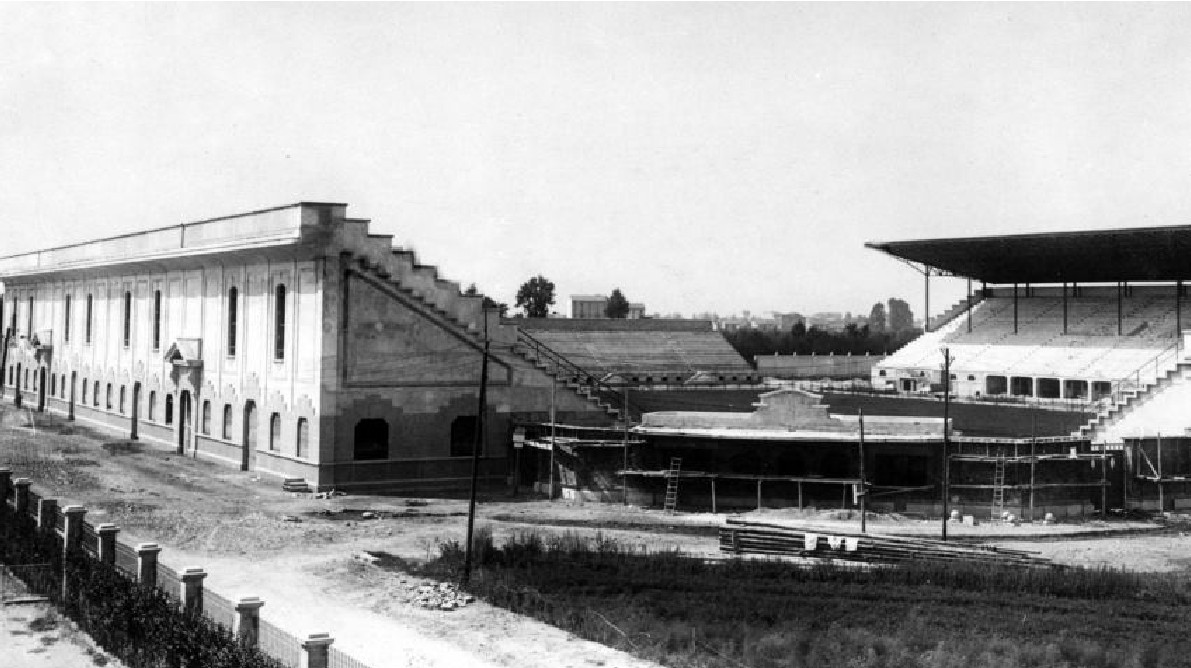
Стадион в 1926 году перед открытием

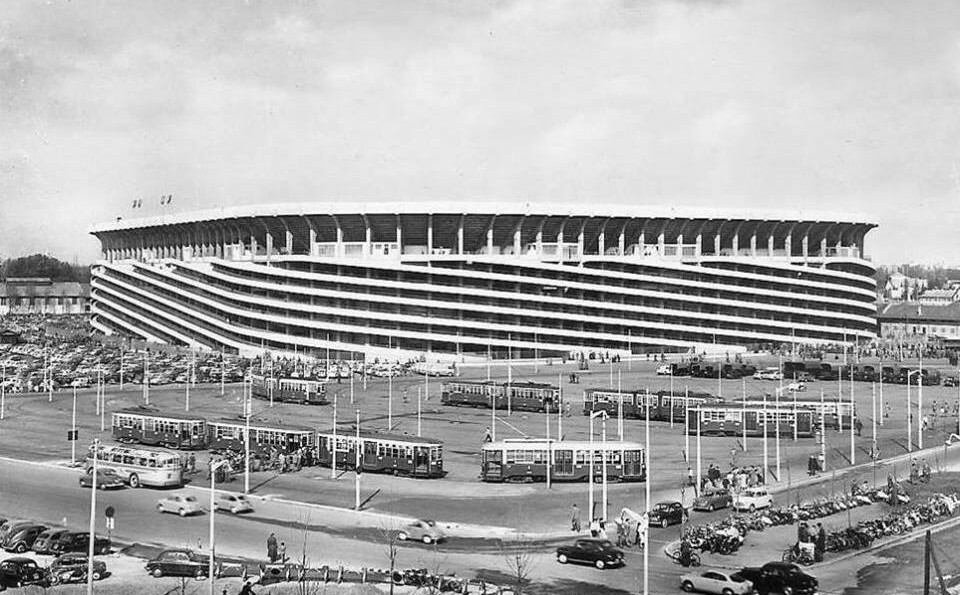
Стадион в 1950-е годы

Изначально «Сан-Сиро», названный так по имени предместья, где он расположен, был домашним стадионом «Милана», образованного в 1899 году англичанином Альфредом Эдвардсом. К середине 1920-х годов «россонери» уже стало тесно на своём старом стадионе и президент «Милана» Пьеро Пирелли, весьма состоятельный человек, купил землю под строительство новой арены. Футбольный стадион «Сан-Сиро», вместимостью более 35 000 зрителей, открылся в сентябре 1926 года. Годами позже местный муниципалитет выкупил стадион у «Милана». Город и клуб постепенно его расширили — и уже в 1940 году на матче Италии против Германии присутствовало около 65 000 зрителей.
В 1947 году стало очевидно, что старый стадион «Интера» маловат для такого большого клуба. Предложение о том, чтобы обе команды делили один стадион, было встречено с одобрением со стороны «Милана». Но для реализации решения трибуны нужно было расширить. «Сан-Сиро» закрылся на реконструкцию и открылся вновь в 1955 году. Он стал вмещать практически 82 000 зрителей. В 1979 году «Сан-Сиро» был переименован в «Джузеппе Меацца» — в честь одного из двух футболистов в истории итальянского футбола, которые входили в состав обеих итальянских сборных, победивших на чемпионатах мира в 1934 и 1938 годах.
Сейчас в Италии в разговорном обиходе используются оба названия стадиона. В мире остаётся более популярным и узнаваемым историческое название — «Сан-Сиро».
К чемпионату мира 1990 года на стадионе была проведена ещё одна глобальная реконструкция стоимостью около 50 миллионов фунтов — не считая того, что было потрачено на решение проблем вызванных затенением поля из-за новых несущих конструкций.
В настоящее время на территории стадиона за восточной трибуной располагается ипподром. Кроме футбольных матчей, на стадионе проводятся концерты известных музыкантов и групп. В частности, на стадионе выступали Лаура Паузини, Мадонна, Майкл Джексон, Боб Марли, Bon Jovi, The Rolling Stones, Depeche Mode, One Direction и другие.
В июне 2019 года президент «Милана» Паоло Скарони сообщил, что в будущем «Сан-Сиро» может быть снесён, а на его месте построят новый современный стадион.
Позже руководством миланских клубов и муниципалитетом города было принято решение о сохранении «Сан-Сиро». При условии строительства нового стадиона в будущем — старая арена будет использоваться как музей и памятник футбольной архитектуры.

### Матчи на стадионе
- Матчи чемпионата мира 1934 года, включая 1 матч 1/4 финала и 1 полуфинал;
- Матчи чемпионата мира 1990 года, включая 1 матч 1/8 финала и 1 матч 1/4 финала;
- Матчи чемпионата Европы 1980 года.
- Финалы Кубка европейских чемпионов:
  - 1965: «Интернационале» — «Бенфика»;
  - 1970: «Фейеноорд» — «Селтик».
- Финалы Лиги чемпионов УЕФА:
  - 2001: «Бавария» — «Валенсия»;
  - 2016: «Реал Мадрид» — «Атлетико Мадрид».

## Панорама

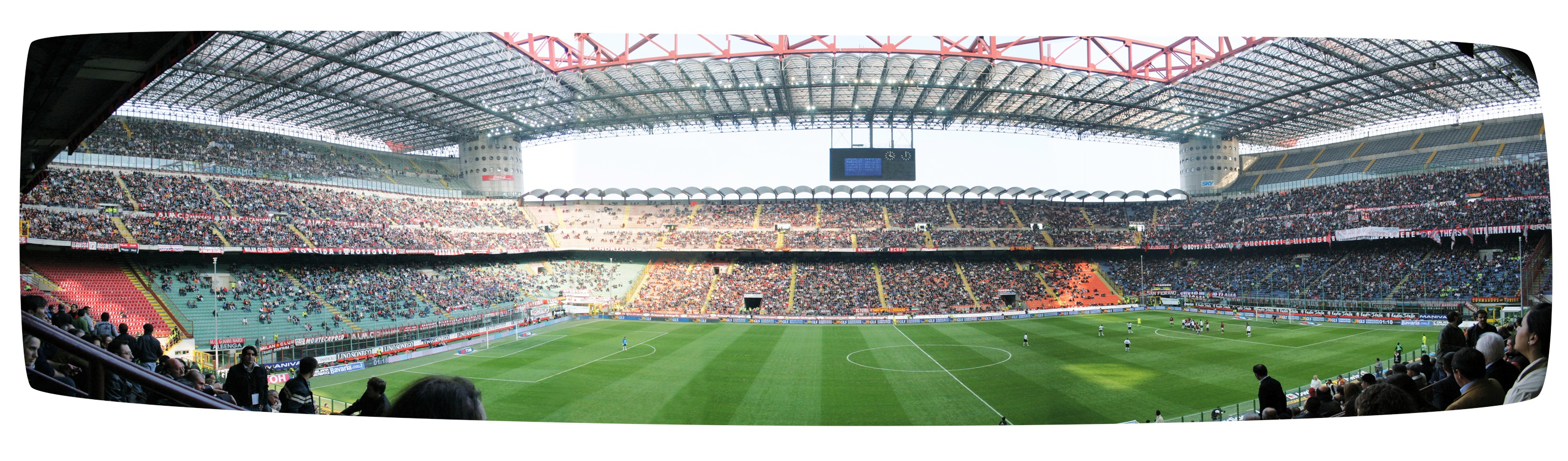
Панорама Сан Сиро